# Китой (Ангарский район)
Китой — упразднённый рабочий посёлок в Ангарском районе Иркутской области, Россия. В 2004 году исключен из учётных данных. Фактически включен в состав города Ангарска.

## География
Расположен на берегу реки Китой рядом с одноимённой железнодорожной станцией Транссибирской магистрали.

## История
Китой получил статус посёлка городского типа в 1941 году. В 2004 году вошёл в черту города Ангарска.
По данным Большой советской энциклопедии, в посёлке имелась лесоперевалочная база.

## Население
| 1959 | 1970  | 1979  | 1989  | 2002  |
| ---- | ----- | ----- | ----- | ----- |
| 5675 | ↗5706 | ↘5279 | ↘4849 | ↘4058 |